# Jeux méditerranéens de 1967
Navigation
Naples 1963 Izmir 1971
Les Jeux méditerranéens de 1967 se sont déroulés du 8 au 17 septembre 1967 à Tunis en Tunisie.
Il s'agit de la cinquième édition des Jeux méditerranéens. C'est à cette occasion qu'est construit le complexe sportif d'El Menzah, composé d'un stade olympique, d'un palais des sports et d'une piscine.

## Faits marquants
Les deux grandes nouveautés de cette édition sont :
- la mise en place d'épreuves féminines : 38 femmes participent aux Jeux méditerranéens pour la première fois ;
- l'instauration du contrôle antidopage ;
- la première participation de la Libye.

## Sports et calendrier
Quatorze sports sont disputés pendant ces Jeux :
| ● | Cérémonie d'ouverture | ● | Compétition | ● | Cérémonie de clôture |

|               | Septembre |   |   |    |    |    |    |    |    |    |    |
| Sport         | 7         | 8 | 9 | 10 | 11 | 12 | 13 | 14 | 15 | 16 | 17 |
| Cérémonies    |           | ● |   |    |    |    |    |    |    |    | ●  |
| Athlétisme    |           | ● |   |    |    |    | ●  | ●  | ●  | ●  |    |
| Basket-ball   |           |   | ● | ●  | ●  |    | ●  | ●  |    | ●  |    |
| Boxe          |           |   | ● | ●  | ●  | ●  |    | ●  |    |    |    |
| Cyclisme      |           |   |   | ●  |    |    | ●  |    |    |    |    |
| Escrime       |           |   |   |    |    | ●  |    | ●  |    | ●  |    |
| Football      | ●         | ● | ● | ●  | ●  | ●  | ●  |    | ●  |    | ●  |
| Gymnastique   |           |   |   |    |    |    |    | ●  | ●  | ●  |    |
| Haltérophilie |           |   | ● | ●  | ●  |    |    |    |    |    |    |
| Handball      |           |   | ● | ●  | ●  |    |    |    |    |    |    |
| Lutte         |           |   | ● | ●  |    | ●  | ●  |    |    |    |    |
| Natation      |           |   | ● | ●  | ●  | ●  |    |    |    |    |    |
| Tennis        |           |   |   | ●  | ●  | ●  | ●  | ●  | ●  |    |    |
| Volley-ball   |           |   | ● | ●  | ●  |    | ●  |    |    | ●  |    |
| Water-polo    |           |   | ● | ●  | ●  |    | ●  |    |    |    |    |
| Septembre     | 7         | 8 | 9 | 10 | 11 | 12 | 13 | 14 | 15 | 16 | 17 |

## Participation
Douze nations participent aux Jeux méditerranéens 1967 avec un total de 1 249 athlètes.
C'est la première participation de l'Algérie alors que l'Égypte boycotte cette édition.
Seule Malte ne remporte pas de médaille.

## Tableau des médailles
| Rang | Délégations | Médaille d'or, Jeux méditerranéens | Médaille d'argent, Jeux méditerranéens | Médaille de bronze, Jeux méditerranéens | Total |
| 1er  | Italie      | 35                                 | 26                                     | 22                                      | 83    |
| 2e   | Yougoslavie | 15                                 | 16                                     | 05                                      | 36    |
| 3e   | Espagne     | 10                                 | 14                                     | 27                                      | 51    |
| 4e   | Turquie     | 09                                 | 09                                     | 06                                      | 24    |
| 5e   | France      | 07                                 | 04                                     | 04                                      | 15    |
| 6e   | Tunisie     | 05                                 | 09                                     | 11                                      | 25    |
| 7e   | Grèce       | 05                                 | 06                                     | 12                                      | 23    |
| 8e   | Maroc       | 01                                 | 01                                     | 03                                      | 05    |
| 9e   | Algérie     | 0                                  | 0                                      | 03                                      | 03    |
| 10e  | Libye       | 0                                  | 0                                      | 02                                      | 02    |
| 11e  | Liban       | 0                                  | 0                                      | 01                                      | 01    |